# Rubén Bernuncio
Rubén Alejandro Bernuncio (Buenos Aires; 19 de enero de 1976-Buenos Aires; 18 de julio de 1999) fue un futbolista argentino. Se desempeñaba en la posición de delantero y jugó en varios clubes argentinos, incluyendo a Textil Mandiyú y San Lorenzo. Murió a los 23 años tras una infección urinaria producto a las heridas de un accidente motociclístico. Su muerte prematura fue muy lamentada, descansa en el Cementerio de la Chacarita.

## Trayectoria
Debutó a los 16 años en el club San Lorenzo y jugó ahí por dos años. Más tarde jugaría en el Textil Mandiyú y Argentinos Juniors.

## Carrera internacional
Jugó en el año 1993 con el club Busan IPark de Corea del Sur en la K League, en ese entonces conocido como Daewoo Royals. Fue el primer jugador argentino en jugar en la liga surcoreana junto a Hugo Smaldone.
Fue parte del equipo argentino de la Copa Mundial de Fútbol Sub-17 de 1991.

## Clubes
| Club               | País          | Año       |
| ------------------ | ------------- | --------- |
| San Lorenzo        | Argentina     | 1992-1993 |
| Daewoo Royals      | Corea del Sur | 1993-1994 |
| Textil Mandiyú     | Argentina     | 1994-1995 |
| Argentinos Juniors | Argentina     | 1995      |
| San Lorenzo        | Argentina     | 1996      |